# Tessère d'Ananké
Ananke Tessera
Pour les articles homonymes, voir Ananké.
La tessère d'Ananké (désignation internationale : Ananke Tessera) est un terrain polygonal situé sur Vénus dans le quadrangle d'Atalanta Planitia. Il a été nommé en référence à Ananké, déesse grecque de la nécessité.